# Хосе Соррилья (стадіон, 1940)
Хосе́ Сорри́лья (ісп. Estadio José Zorrilla) був багаторівневим стадіоном у Вальядоліді, Іспанія. Спочатку він використовувався як стадіон для матчів «Реал Вальядолід». Перший матч відбувся 3 листопада 1940 року та закінчився перемогою з рахунком 4 : 1 над «Аренас Клуб Гечо». Місткість стадіону складала 18 000 глядачів, хоча це було продовжено на останню гру сезону 1980-81 рр. До 22 000 із використанням тимчасових місць для матчу з «Реалом». У 1982 році вона була замінена нинішньою «Хосе Соррилья», хоча резервна команда Реал Вальядолід Б продовжувала використовувати землю до 1984 року. Зараз місце займає філія універмагу «El Corte Inglés».